# Yunnanilus forkicaudalis
Yunnanilus forkicaudalis är en fiskart som beskrevs av Li, 1999. Yunnanilus forkicaudalis ingår i släktet Yunnanilus och familjen grönlingsfiskar. Inga underarter finns listade i Catalogue of Life.